# 色荷
粒子物理學中，色荷（英語：color charge）是夸克與膠子的一種性質，在量子色動力學（QCD）的架構底下，與它們之間的強交互作用有關。色荷與粒子的電荷呈類比關係，但因為QCD的數學複雜性，色荷與電荷有許多技術上的不同。夸克與膠子的「顏色」與視覺上的色彩無關，而僅僅是對於一種表現上幾乎不超過原子核大小範圍的性質的一項奇特名稱。「顏色」這個詞單純是因為色荷有三種類形，類比於三原色；相對地，電荷就只有一種類型（但其中尚有正負之分）。
1964年，夸克的存在被提出之後不久，奧斯卡·格林柏格（Oscar Greenberg）引入了色荷的概念，試圖解釋幾個夸克如何能夠共同組成強子，處於在其它方面完全相同的狀態但卻仍滿足泡利不相容原理。這概念後來證實有用並且成為夸克模型的一部分。此後從1970年代，QCD開始發展，並構成粒子物理學中標準模型的重要成份。

## 紅、綠、藍
夸克的顏色可以下面三者中的一種：「紅」、「綠」或「藍」，而反夸克（antiquark）則為三者的「反色」（anticolors）中的一種，有時稱作是「反紅」（antired）、「反綠」（antigreen）及「反藍」（antiblue），有些時候也會用互補色──青（cyan）、洋紅（magenta）及黃（yellow）來表示。同樣的模式下，膠子可說是兩種顏色的混和：舉例來說，紅加反綠構成了此種膠子的色荷。中考慮從9個可能的顏色／反色所組成的8個獨特的膠子；參見膠子以了解其理由。參見耦合常數條目，以釐清以下的資料。

## 耦合常數與色荷
在量子場論中，耦合常數與荷在標示上不同，但彼此相關。耦合常數設定了交互作用力的強度；舉例來說，在量子電動力學中，精細結構常數是個耦合常數。規範場論中的荷則與粒子在規範對稱下的轉換方式有關，規範對稱亦即粒子在某個規範群下的群表示（group representation）。舉例來說，電子有-1的電荷而正子有+1的電荷，暗示了規範轉換（gauge transformation）在某些方面對它們則有相反的效果。特別地說，若將局域規範轉換{\displaystyle \phi (x)\,}加諸到電動力學上，則可得
{\displaystyle A_{\mu }\to A_{\mu }+\partial _{\mu }\phi (x)} ， {\displaystyle \psi \to \exp[iQ\phi (x)]\psi } 及 {\displaystyle {\overline {\psi }}\to \exp[-iQ\phi (x)]{\overline {\psi }}}
其中{\displaystyle A_{\mu }}是光子場，而{\displaystyle \psi }是電子場，帶有{\displaystyle Q=-1}（{\displaystyle \psi }上方的橫槓表示是反粒子——正子）。既然QCD是一個非阿貝爾式的理論，則群表示及色荷的情形會更加複雜。下一段文章將會處理這個議題。